# Bryan Adams
Bryan Guy Adams, född 5 november 1959 i Kingston i Ontario i Kanada, är en kanadensisk rockartist och fotograf,  främst känd för låtar såsom "(Everything I Do) I Do It for You", "Heaven" och "Summer of '69". 
Adams har tilldelats Order of Canada och erhållit en Grammy (1991). Han har även en stjärna på Hollywood Walk of Fame.

## Biografi

### Karriär
Bryan Adams började sin musikaliska karriär som 15-åring i bandet Sweeney Todd 1975 men lämnade bandet året därpå. Han debuterade som soloartist 1977 med singeln "Let me take you dancin'" och släppte sitt första album Bryan Adams i februari 1980. Han fick sitt genombrott i Europa och USA 1983 med albumet Cuts Like a Knife. Året efter följde han upp med albumet Reckless, med låtar som "Run to You" och "Summer of '69". Han har sedan haft flera stora framgångar, bland annat musikalbumet Waking Up the Neighbours från 1991.
Adams har även skrivit flera låtar till olika filmsoundtrack, bland andra "(Everything I Do) I Do It for You" från Robin Hood: Prince of Thieves (1991), "All for Love" från De tre musketörerna (1993), "Have You Ever Really Loved a Woman?" från Don Juan DeMarco (1995) och även hela soundtracket till filmen "Spirit – Hästen från vildmarken". Han har blivit nominerad tre gånger till Oscars för sina filmkompositioner (1991, 1995 och 1996).
Utöver hans musikaliska arbete är Adams också fotograf vilket lett till publiceringar i flera tidningar så som Vanity Fair, Harper's Bazaar och Jane bland andra, även omslaget till Rammsteins album Zeit. Han har också gjort utställningar vilka är:
- Royal Ontario Museum, Toronto, 1999
- The McCord Museum, Montréal, 2000
- Satachi Gallery, London, 2000
- Photokina, Köln, Tyskland, 2001
- ICA, Institute of Contemporary Arts, London, 2004
- Royal Ontario Museum, Toronto, 2004
- Calvin Klein, NYC, Dallas, Paris, 2005
- Canada House, Trafalgar Square, London, 2005/2006
- Photokina, Köln, Tyskland, 2006
- Il Tempio Di Adriano, Rom, Italien, Juli 2006
- Fotografiska, Stockholm, 2016[10]
- Royal Ontario Museum, Maj 2017[11]

Den 12 februari 2010 framförde han tillsammans med Nelly Furtado låten Bang the Drum då olympiska vinterspelen 2010 i Vancouver öppnades.

## Diskografi
För mer information, se Bryan Adams diskografi.
| År   | Titel                      | Skivbolag             |
| ---- | -------------------------- | --------------------- |
| 1980 | Bryan Adams                | A&M Records           |
| 1981 | You Want It You Got It     | A&M Records           |
| 1983 | Cuts Like a Knife          | A&M Records           |
| 1984 | Reckless                   | A&M Records           |
| 1987 | Into the Fire              | A&M Records           |
| 1991 | Waking Up the Neighbours   | A&M Records           |
| 1996 | 18 til I Die               | A&M Records           |
| 1998 | On a Day Like Today        | A&M Records           |
| 2004 | Room Service               | Universal Music Group |
| 2008 | 11                         | Universal Music Group |
| 2014 | Tracks of My Years         |                       |
| 2015 | Get Up                     |                       |
| 2019 | Shine a Light              |                       |
| 2022 | Pretty Woman - The Musical |                       |
| 2022 | So Happy It Hurts          |                       |
| 2022 | Classic                    |                       |

## Övriga inspelningar
- "She Controls Me" inspelad på skiva med Strange Advance, Worlds Away, Capitol (1982).
- "The Wanderer" inspelad med Dave Edmunds på Prince's Trust Concert (1986).
- "Don't Forget Me (When I'm Gone)" inspelad skiva med Glass Tiger, Thin Red Line, EMI (1986).
- "I Shall Be Released" inspelad med Bono och Sting på Amnesty International Concert, San Francisco (1986).
- "Run Rudolph Run" inspelad på Marquee Club, i London för "A Very Special Christmas" (1987).
- "I Saw Her Standing There" inspelad med McCartney, Ringo Starr, George Harrison, Eric Clapton på Prince's Trust Concert, London (1987).
- "Smoke on the Water" inspelad med Deep Purple, Paul Rogers, David Gilmore, Bruce Dickinson, Roger Taylor och Chris Squire för Rock Aid Armenia, för offren i jordbävningen 1989.
- "Young Lust" och "Empty Spaces" inspelade med Roger Waters Live At the Berlin Wall (1989).
- "Kickstart My Heart" och "Sticky Sweet" spelade in bakgrundsstämmor med Steven Tyler på Mötley Crües album "Dr. Feelgood" (1989).
- "River of Love" spelade in bakgrundsstämmor på "River of Love" David Foster (1990).
- "Nature of the Beast" framträdd av The Law "Laying Down the Law" (1991).
- "Prove it" inspelat med Stevie Vann (1995).
- "Angel From Montgomery" inspelat med Jackson Browne, Bruce Hornsby och Kim Wilson på Bonnie Raitt's "Road Tested" (1995).
- "My Opening Farewell" inspelat med Jackson Browne och Bonnie Raitt "Road Tested" (1995).
- "O Sole Mio" inspelat med Luciano Pavarotti (1995).
- "Good Times" och "Bring It on Home to Me" inspelade med Smokey Robinson "Live At the Apollo Theater" (1995).
- "What Would It Take" inspelat med Anne Murray {guitar and harmony} (1996).
- "In A Perfect World" sjöng bakgrundsstämma med Gretchen Peters, "Souvenirs" Curb Records (1998).
- "We Gotta Get Out of This Place" recorded harmonies på Barry Mann's "Soul and Inspiration" (2000).
- "Behind Blue Eyes" inspelat med the Who "Live at the Royal Albert Hall" (2000).

## Filmografi
- "Pink Cadillac" (1989) film av Clint Eastwood: Adams spelar en bensinstationsanställd.
- "House of Fools"  (2002), en rysk film av Andrei Konchalovsky: Adams spelar en hallucination av sig själv.